# Kalmia latifolia
Espèce
Classification phylogénétique
Le laurier des montagnes ou laurier d'Amérique ou kalmie (Kalmia latifolia) est une espèce plante à fleurs de la famille des Éricacées, proche des rhododendrons, originaire de l'est des États-Unis.
C'est un arbuste très rustique, de terrain acide, pouvant résister à des températures de -20 à -30 °C. Toute la plante est toxique.

## Galerie

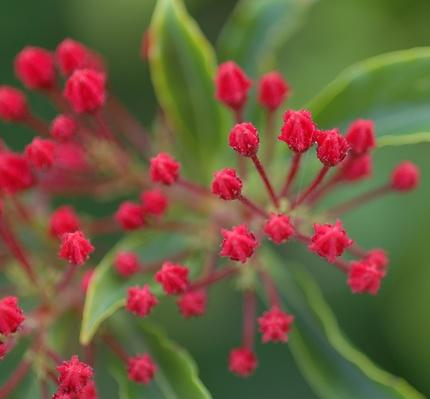
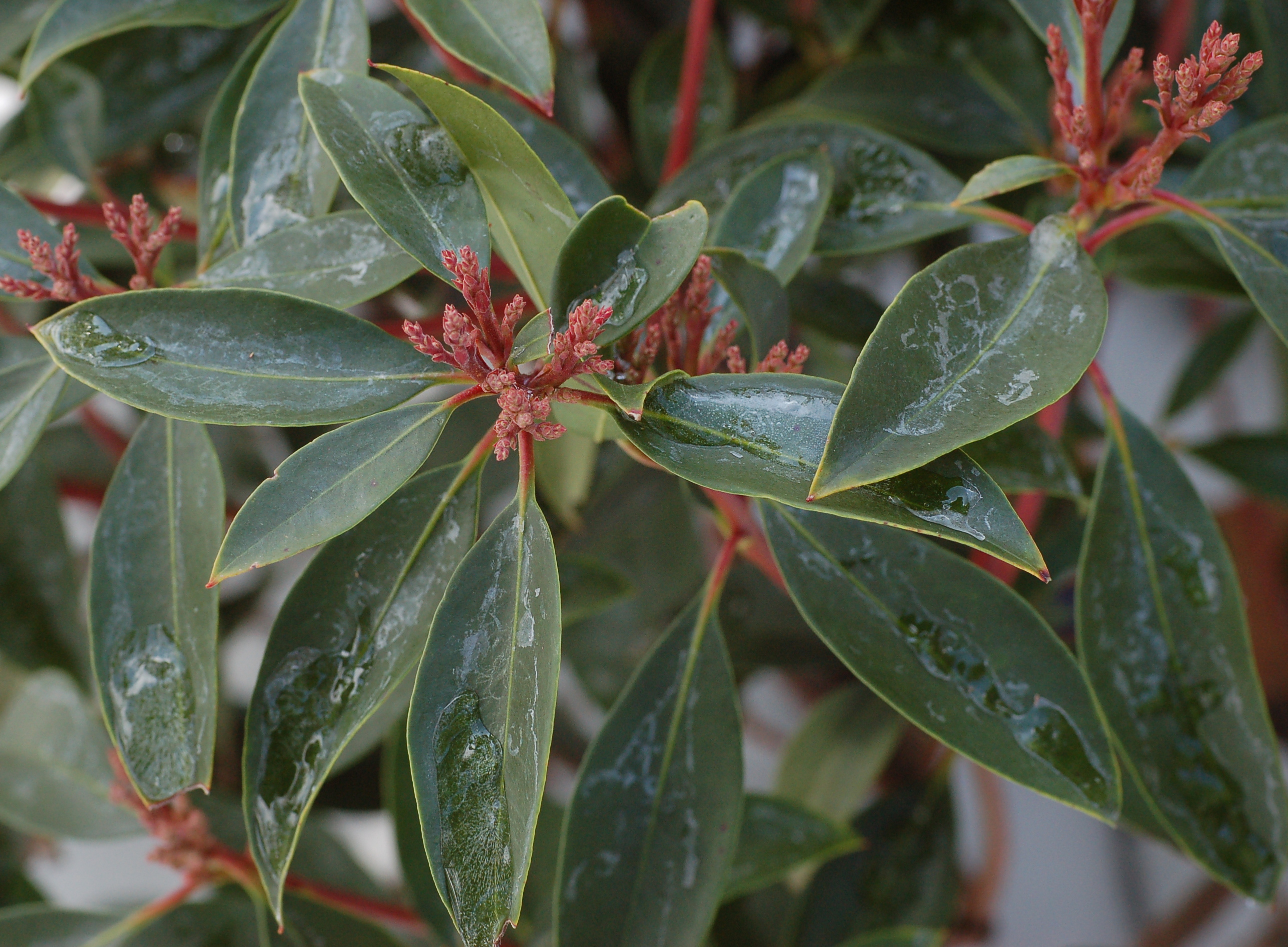
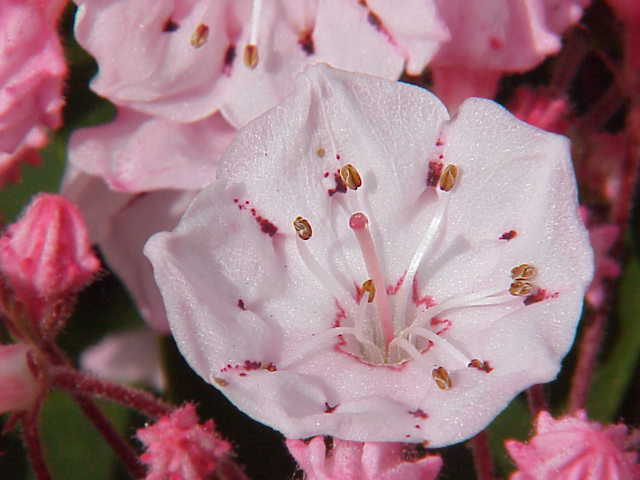
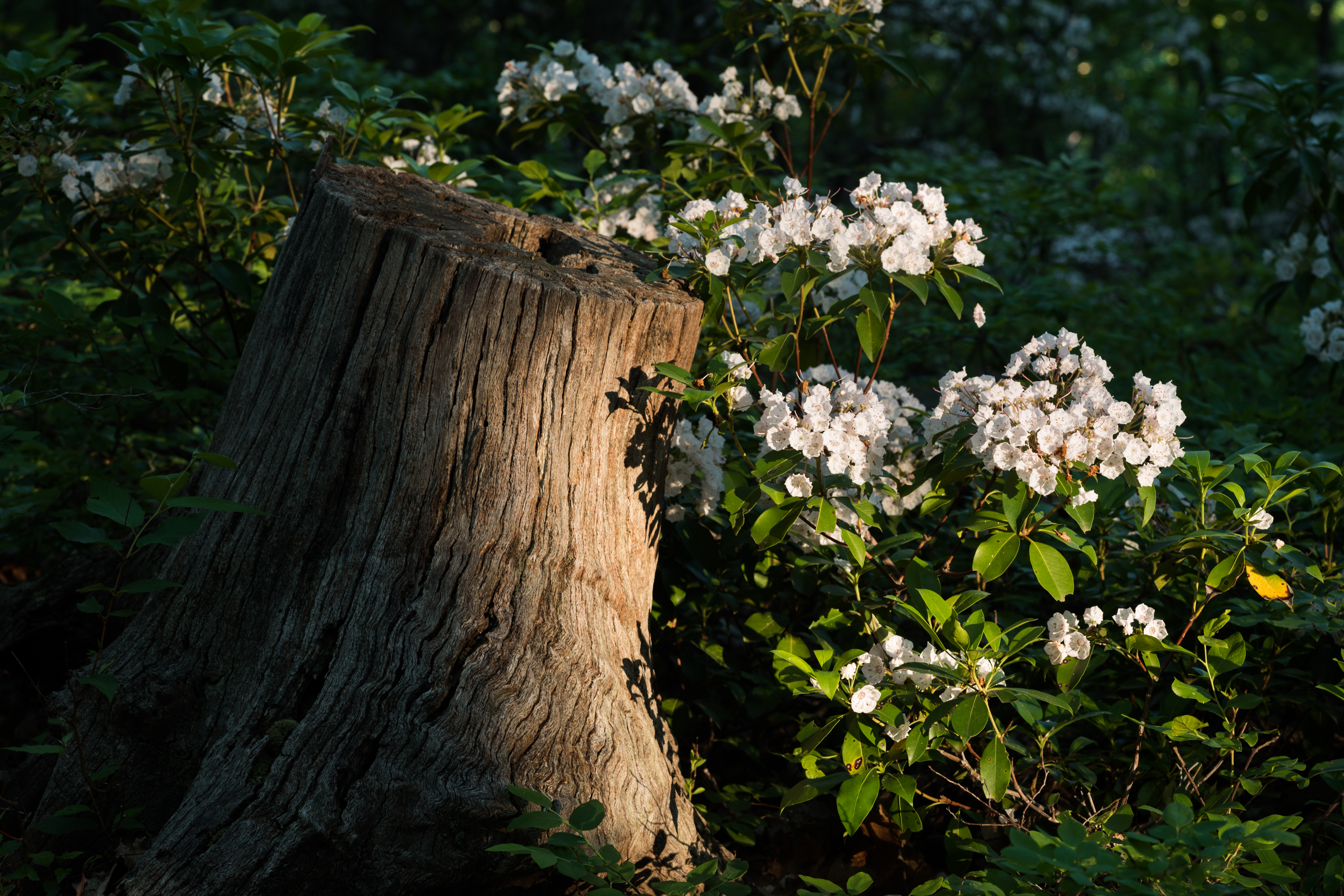